# La casa delle voci
La casa delle voci è un romanzo di genere thriller di Donato Carrisi pubblicato nel 2019. Il romanzo ha per protagonista lo psicologo infantile e ipnotista Pietro Gerber il quale, in seguito a una telefonata di una collega australiana, decide di occuparsi del caso di Hanna Hall. La memoria della donna presenta lacune nei ricordi della sua infanzia.

## Trama
Lo psicologo Pietro Gerber è uno specialista in ipnosi e i suoi pazienti sono esclusivamente bambini, tanto che a Firenze, la città in cui vive e lavora, è conosciuto come "l'addormentatore di bambini". Un giorno riceve una telefonata da una psicologa australiana, Theresa Walker, che gli chiede di seguire una sua paziente, Hanna Hall, affetta da amnesia selettiva. Pietro inizialmente è dubbioso e diffidente soprattutto perché il soggetto è un adulto, ma quando sa che Hanna è convinta di aver commesso un omicidio quando era ancora bambina e che è già arrivata a Firenze, seppur titubante, accetta di occuparsene. Con successive sedute di ipnosi, a poco a poco, la giovane fa riemergere dal suo passato le vicende dell'infanzia, vissuta in Toscana, con i genitori che cambiavano ogni anno abitazione per sfuggire agli "estranei" di cui Hanna doveva aver paura. La famiglia cercava sempre casali o abitazioni abbandonate, chiamate dalla bambina "casa delle voci"; i genitori portavano sempre con loro una piccola cassa con i resti di Ado, il fratello di Hanna che la bambina era convinta di aver ucciso. Durante l'ultimo soggiorno, un incendio della fattoria in cui vivevano aveva sconvolto la vita dei tre e Hanna, a dieci anni, era stata in seguito adottata da una famiglia di Adelaide. Col passare dei giorni Pietro è sempre più coinvolto dalle vicende della giovane, la quale, a sua volta, in modi diversi si intromette nella vita dello psicologo, rischiando di mettere seriamente in crisi il suo matrimonio con Silvia. Le indagini da lui svolte sui genitori di Hanna lo portano a scoprire fatti inaspettati, anche grazie ad Anita Baldi, magistrato del tribunale dei minori, vecchia amica del padre di Pietro. Le ultime rivelazioni, soprattutto il ritrovamento della cassetta con i resti di Ado in un terreno vicino all'ultimo casale abitato da Hanna, portano Pietro a una sconvolgente verità. Anni prima, Tommaso e Mari, due adolescenti ricoverati nell'ospedale psichiatrico di Firenze, si erano conosciuti e innamorati. Dalla loro relazione era nato un bambino di nome Ado, che fu sottratto alla coppia e, ribattezzato Pietro, fu affidato al signor B. e a sua moglie. Tommaso e Mari, fuggiti dalla struttura psichiatrica, avevano poi rapito la figlia di una coppia australiana. Pietro scopre, dunque, le ragioni che hanno spinto Theresa Walker a mettersi in contatto con lui: aiutarlo a ricordare la verità sul suo passato che suo padre gli aveva rivelato durante una sessione di ipnosi.

## Personaggi
Pietro GerberPsicologo infantile e ipnotista, collabora con il tribunale dei minori di Firenze.
Hanna HallGiunta dall'Australia, contatta Pietro Gerber per sottoporsi a sedute di ipnosi.
Theresa WalkerPsicologa e ipnotista australiana.
Signor B (Baloo)Il padre di Pietro e psicologo infantile.
Anita BaldiIl magistrato del tribunale minorile, vecchia amica del padre di Pietro.
SilviaLa moglie di Pietro.
MarcoIl figlio di Silvia e Pietro.
MaurizioIl cugino di Pietro, soprannominato "Iscio".
MariLa sedicente madre di Hanna.
TommasoIl sedicente padre di Hanna.
AdoIl fratello di Hanna, defunto da tempo e il cui corpo i genitori hanno riposto in una cassa che portano sempre con sé.

## Edizioni
- Donato Carrisi, La casa delle voci, collana La Gaja scienza, Longanesi, 2019, ISBN 9788830448292.
- Donato Carrisi, La casa delle voci, collana SuperTEA, TEA, 2020, ISBN 9788850260201.